# Luca Tischler
Luca Tischler (* 27. Mai 2003) ist ein österreichischer Fußballspieler.

## Karriere
Tischler begann seine Karriere beim SV Garsten. Zur Saison 2017/18 wechselte er in die Akademie der SV Ried, in der er fortan sämtliche Altersstufen durchlief. Zur Saison 2021/22 wechselte er zum Regionalligisten Union Gurten. Sein Debüt in der Regionalliga gab er anschließend im Juli 2021. Insgesamt kam er für Gurten zu sieben Einsätzen in der Regionalliga Mitte.
Zur Saison 2022/23 schloss Tischler sich dem Salzburger Regionalligisten SV Grödig an. Für Grödig absolvierte er 19 Partien in der Regionalliga Salzburg, die nach Saisonende aufgelöst wurde. Zur Saison 2023/24 wechselte der Verteidiger zurück nach Oberösterreich und schloss sich dem Regionalligisten SPG Wels an. Für die Welser absolvierte er 52 Regionalligapartien, ehe er mit dem mittlerweile Hertha Wels genannten Klub 2025 in die 2. Liga aufstieg. Sein Zweitligadebüt gab er dann im August 2025, als er am zweiten Spieltag der Saison 2025/26 gegen den SC Austria Lustenau in der 88. Minute für Luan eingewechselt wurde.